# فورکان آلدمیر
فورکان آلدمیر (انگلیسی: Furkan Aldemir؛ زادهٔ ۹ اوت ۱۹۹۱) یک بازیکن بسکتبال اهل ترکیه است.